# 돌팍망둑
돌팍망둑(학명: Pseudoblennius percoides)은 둑중개과 돌팍망둑속에 속하는 둑중개의 일종이다.